# Yuri Amano
Yuri Amano (jap. 天野由梨 Amano Yuri; ur. 5 stycznia 1966 w Kioto) – japońska seiyū. Najbardziej znana z roli królewny Śnieżki w anime o tym samym tytule oraz roli Rain Mikamura w Kidō Butōden G Gundam. Pracowała dla agencji Arts Vision.

## Role głosowe
- Soreike! Anpanman (Akachan-man)
- Future GPX Cyber Formula (Kyōko Aoi)
- Shin-chan (Hitoshi)
- Yu Yu Hakusho: Ghost Files (Keiko Yukimura, Puu)
- Ashita he Free Kick (Mizuho Aritaka)
- Space Oz no Bouken (księżniczka Shera)
- Tekkaman Blade (Sofia)
- Sailor Moon R (Berthier)
- Sailor Moon S (aktorka – odc. 112)
- Magic Knight Rayearth (Alcyone)
- Mahoujin Guru Guru (Juju)
- Mobile Fighter G Gundam –  Rain Mikamura)
- Magic Knight Rayearth 2 –  Alcyone)
- Sailor Moon SuperS (CereCere, Kiriko (odc. 145), Puko (odc. 132))
- El Hazard: The Wanderers (Ifurita)
- Zenki (Karuma, Lulupapa)
- Tenchi Universe (Kiyone Makibi)
- Wedding Peach (Mimiko (odc. 3), Reiko (odc 27))
- Ninku (Riritosara Ninku)
- Saber Marionette J (Lorelei, Michael (odc. 10–11))
- The Vision of Escaflowne (Naria, Elise)
- Detektyw Conan (Yoko Okino[a])
- After War Gundam X
- City Hunter: The Secret Service (Anna)
- Gegege no Kitarō
- Flame of Recca
- Tenchi in Tokyo
- Vampire Princess Miyu (Proton – odc. 11)
- Those Who Hunt Elves 2 (Pulana – odc. 8)
- Trigun (Elizabeth – odc. 6)
- El Hazard: The Alternative World (Ifurita)
- Mushishi (Sayo – odc. 16)
- Przygody Hucka Finna (Pani Watson)
- Tajemniczy opiekun (Julia Pendleton)
- Urayasu Tekkin Kazoku (Junko Oosawagi)
- Saber Marionette J to X (Lorelei)
- Nuku Nuku (Momoko Ishiyama)
- Yu-Gi-Oh! (Pielęgniarka Miyuki – odc. 16)
- Prince Mackaroo
- Shadow Skill: Eigi
- Koume-chan Ga Iku!
- Corrector Yui
- Inuyasha – Tsukiyomi
- Pokemon Advance (Yōko – odc. 53)
- Mermaid Forest
- Legendz: Yomigaeru Ryūō Densetsu (BB Yōko)
- Tenjho Tenge (Makiko Nagi)
- Uta∽Kata (Mitsuki Shirasaka – odc 8)
- MoonPhase (Seine)
- Hell Girl (matka Ai – odc. 25)
- GUNxSWORD (Hayetah – odc. 9)
- Okusama wa mahō shōjo (Yuki Tanishima)
- D.Gray-man (Crea – odc. 1)
- Hime-sama Goyojin (Ebine Tsubaki)
- School Rumble: 2nd Semester (matka Eri – odc. 17)
- Code Geass: Lelouch of the Rebellion (matka Kallen – odc. 9)
- Fullmetal Alchemist: Brotherhood (Sara Rockbell)
- Vampire Princess Miyu (Carlua)
- Legend of the Galactic Heroes (Charlotte Phillis Cazellnu)
- Condition Green (Angie Page)
- Gall Force: New Era (Garnet)
- Okama Hakusho (Katherine)
- Królewna Śnieżka (Śnieżka)
- Capricorn (Non)
- Ozanari Dungeon: Kaze no tō
- Otaku no Video (Yuri Satō)
- Eien no Filena (Elthena)
- Future GPX Cyber Formula 11 (Kyōko Aoi)
- Video Girl Ai (Moemi Hayakawa)
- Sequence (Morio Megumi)
- Photon: The Idiot Adventures (Rashara)
- Future GPX Cyber Formula Sin (Kyōko Aoi)
- Gravitation: Lyrics of Love (Noriko Ukai)
- The Candidate for Goddess (Teela Zain Elmes, Tsukasa Kusha)
- Street Fighter Alpha: Generations (Fuka, Sayaka)
- Tenjho Tenge: Ultimate Fight (Makiko Nagi)
- Gakuen Utopia Manabi Straight! (Clerk)
- Kidō Butōden G Gundam (Rain Mikamura)
- Skarbczyk najpiękniejszych bajek  (Królewna Śnieżka)